# Sân vận động Beira-Rio
Sân vận động José Pinheiro Borda (tiếng Bồ Đào Nha: Estádio José Pinheiro Borda), còn được gọi là Sân vận động Beira-Rio (tiếng Bồ Đào Nha: Estádio Beira-Rio) hay Gigante da Beira-Rio hoặc đơn giản là Beira-Rio, (phát âm tiếng Bồ Đào Nha: [esˈtadʒiu ˈbejɾɐ ˈʁiu], Sân vận động bên sông) do sân nằm bên cạnh sông Guaíba, là một sân vận động bóng đá ở Porto Alegre, Brasil. Đây là sân nhà của đội bóng Sport Club Internacional. Sân thay thế sân vận động trước đây của đội Internacional, Sân vận động Eucaliptos. Sân được đặt theo tên của José Pinheiro Borda, một kỹ sư lớn tuổi người Bồ Đào Nha, người đã chịu trách nhiệm giám sát công việc xây dựng sân vận động nhưng đã qua đời trước khi sân được hoàn thành.
Sân vận động Beira-Rio là một trong 12 địa điểm được sử dụng cho Giải vô địch bóng đá thế giới 2014. Sân đã tổ chức năm trận đấu trong giải đấu đó.

## Giải vô địch bóng đá thế giới 2014
| Ngày                | Giờ (UTC-03) | Đội 1       | Kết quả | Đội 2      | Vòng/Bảng | Số khán giả |
| ------------------- | ------------ | ----------- | ------- | ---------- | --------- | ----------- |
| 15 tháng 6 năm 2014 | 16:00        | Pháp        | 3–0     | Honduras   | Bảng E    | 43.012      |
| 18 tháng 6 năm 2014 | 13:00        | Úc          | Trận 20 | Hà Lan     | Bảng B    |             |
| 22 tháng 6 năm 2014 | 16:00        | Hàn Quốc    | Trận 32 | Algérie    | Bảng H    |             |
| 25 tháng 6 năm 2014 | 13:00        | Nigeria     | Trận 43 | Argentina  | Bảng F    |             |
| 30 tháng 6 năm 2014 | 17:00        | Nhất bảng G | Trận 54 | Nhì bảng H | Vòng 1-16 |             |